# ハートヤイ郡

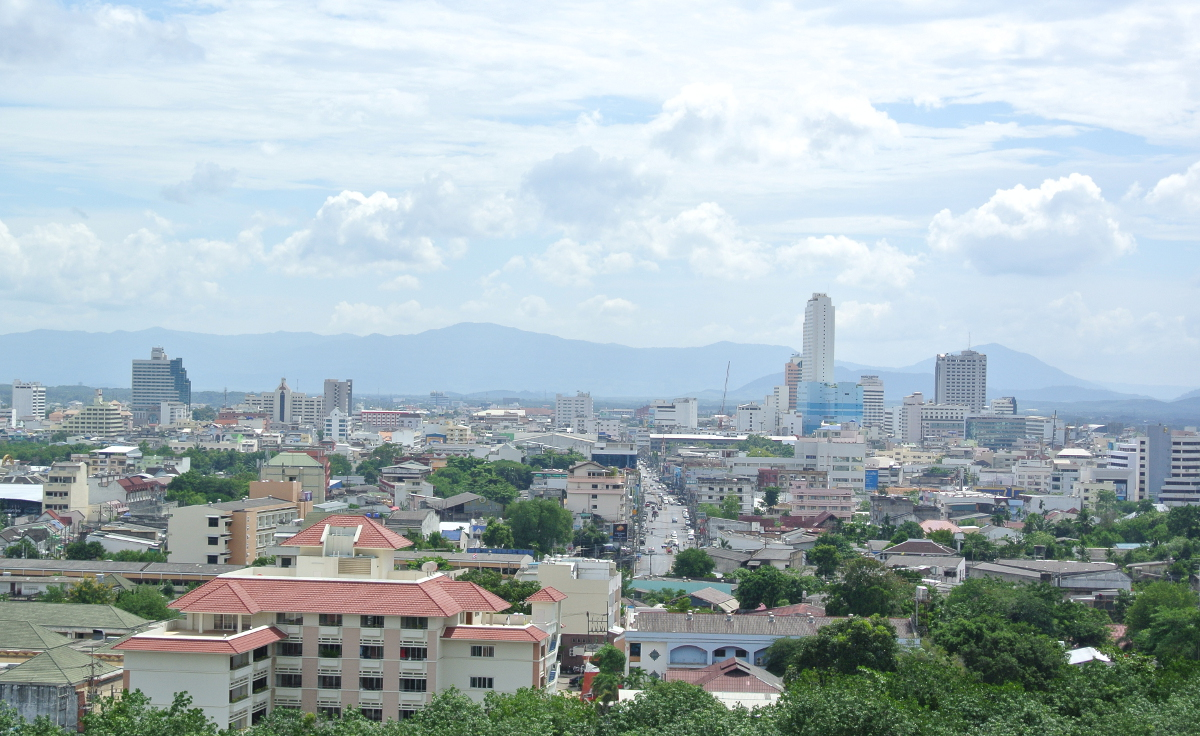
Wat Khok Nao寺院（大知恵佛教大学）の八重の塔から見る駅前通り。

座標: 北緯7度0分6秒 東経100度27分24秒 / 北緯7.00167度 東経100.45667度
ハートヤイ郡（ハートヤイぐん）はタイ南部にある郡（アムプー）であり、ソンクラー県内に位置する。ハジャイという表記も使われる。タイ南部の中心的都市で、高層ビルが立ち並び、小バンコクとも呼ばれる。
ソンクラー県の県庁所在地であるムアンソンクラー郡よりも人口、経済力の面で上回っており、同県の県庁所在地と勘違いされることが多い。県庁所在地よりも規模の大きい郡はタイ国内において他に例を見ない。

## 名称
旧称はコークサメットチュン村であるが、客家人のクン・ニパットチーンナコーン（謝枢泗）が1924年に開通した鉄道駅へハートヤイと名付けたことにより、この名称が定着し、後に政府もこれに改称した。
「ハートヤイ」とは「ハート（浜）」＋「ヤイ（大きな）」と説明されることが多いが、郡自体は内陸部にあり、タイ最大の湖であるソンクラー湖に面してはいるものの、海に接していない。このことから、「ハート」は「浜」ではなく、「マハート (มะหาด)」という語を南タイ語風に省略して発音したものとする説が有力視されている。「マハート」とはクワ科の植物、ラクチパンノキ (Artocarpus lakoocha) のことである。
日本人の間で使われる「ハジャイ」という呼び方は、IPAでいう /j/ と /ʒ/ の区別をしない現地人の発音に基づくものである。

## 歴史
前述した華僑の謝枢泗が1912年頃、8ヘクタール程度の土地を購入し、6軒のみすぼらしい木造住宅を建設したことがこの地の歴史の始まりである。1924年のハートヤイ駅完成にともない、徐々に市街地が拡大された。クン・ニパット（謝）も病院や学校、道路などのインフラを整備した。
太平洋戦争後の1947年、行政区分としての郡の地位を政府によって認められた。その後、陸上運輸網の発展にともない、タイ南部の南側地方の物資集積地点となって大きく発展を遂げた。
1995年には市街地がテーサバーンナコーンに指定され、大幅な自治が認められている。

## 地理
郡北東部はタイ最大の湖、ソンクラー湖に面している。市内にはウータパオ運河が流れており、水運が同国における輸送手段の中心であった時代には大きな役割を果たした。

### 気候
1月から3月までは乾季である。タイ北部と比べると雨季が長く、雨量も多い。
| ハートヤイ(1981–2010)の気候                                                          | ハートヤイ(1981–2010)の気候 | ハートヤイ(1981–2010)の気候 | ハートヤイ(1981–2010)の気候 | ハートヤイ(1981–2010)の気候 | ハートヤイ(1981–2010)の気候 | ハートヤイ(1981–2010)の気候 | ハートヤイ(1981–2010)の気候 | ハートヤイ(1981–2010)の気候 | ハートヤイ(1981–2010)の気候 | ハートヤイ(1981–2010)の気候 | ハートヤイ(1981–2010)の気候 | ハートヤイ(1981–2010)の気候 | ハートヤイ(1981–2010)の気候 |
| 月                                                                                   | 1月                         | 2月                         | 3月                         | 4月                         | 5月                         | 6月                         | 7月                         | 8月                         | 9月                         | 10月                        | 11月                        | 12月                        | 年                          |
| ------------------------------------------------------------------------------------ | --------------------------- | --------------------------- | --------------------------- | --------------------------- | --------------------------- | --------------------------- | --------------------------- | --------------------------- | --------------------------- | --------------------------- | --------------------------- | --------------------------- | --------------------------- |
| 平均最高気温 °C （°F）                                                               | 31.0 (87.8)                 | 32.7 (90.9)                 | 34.2 (93.6)                 | 34.6 (94.3)                 | 33.8 (92.8)                 | 33.5 (92.3)                 | 33.2 (91.8)                 | 33.1 (91.6)                 | 32.5 (90.5)                 | 31.8 (89.2)                 | 30.4 (86.7)                 | 29.7 (85.5)                 | 32.54 (90.58)               |
| 平均最低気温 °C （°F）                                                               | 22.0 (71.6)                 | 22.1 (71.8)                 | 22.9 (73.2)                 | 23.7 (74.7)                 | 24.0 (75.2)                 | 23.8 (74.8)                 | 23.5 (74.3)                 | 23.5 (74.3)                 | 23.4 (74.1)                 | 23.3 (73.9)                 | 23.2 (73.8)                 | 22.6 (72.7)                 | 23.17 (73.7)                |
| 雨量 mm （inch）                                                                     | 53.8 (2.118)                | 24.4 (0.961)                | 75.1 (2.957)                | 118.6 (4.669)               | 147.7 (5.815)               | 119.3 (4.697)               | 104.5 (4.114)               | 113.0 (4.449)               | 157.3 (6.193)               | 227.8 (8.969)               | 317.1 (12.484)              | 267.7 (10.539)              | 1,726.3 (67.965)            |
| 平均降雨日数 （≥1 mm）                                                               | 7                           | 3                           | 5                           | 11                          | 16                          | 13                          | 13                          | 14                          | 18                          | 21                          | 21                          | 18                          | 160                         |
| % 湿度                                                                               | 80                          | 77                          | 76                          | 78                          | 81                          | 80                          | 79                          | 79                          | 82                          | 85                          | 87                          | 85                          | 80.8                        |
| 出典：Thai Meteorological Department (Normal 1981-2010), (Avg. rainy days 1961-1990) |                             |                             |                             |                             |                             |                             |                             |                             |                             |                             |                             |                             |                             |

## 経済
前述のように、タイ南部の南側地方の物資集積地点であり、小バンコクと呼ばれるほどの経済力を有する。また、ソンクラー県および周辺県の交通の中心としても機能しており、ハートヤイ国際空港があるほか、一日に28本のタイ国鉄やマレー鉄道の列車の発着を取り扱い、機関区も置かれた主要駅のハートヤイ駅を有している。マレー鉄道の夜行寝台列車のうち、マレー半島を北上するランカウィ・エクスプレスはこのハートヤイ駅が終着であり、マレーシア国鉄駅でマレー半島縦断旅行の切符を買う場合もハートヤイ駅までのものしか買えない（そこから先はタイ国鉄の駅で買うように言われる）。このため、際だって注目される観光地はないが、通過地点として訪れる旅行者も多い。
治安は、良好とは言えず、しばし爆破テロなどが発生しているので注意が必要である。これはタイ南部がイスラム過激派組織の温床になっていることに関係すると思われる。
農業は、ゴムノキの栽培を中心として郊外で盛んである。

## 行政区分
ハートヤイ郡には13のタムボンがあり、その下位に98の村（ムーバーン）がある。郡内にはテーサバーンが設置されており以下のようになっている。
- テーサバーンナコーン・ハートヤイ・・・タムボン・ハートヤイ全体
- テーサバーンムアン・バーンプル・・・タムボン・バーンプルの一部
- テーサバーンムアン・クローンヘー・・・タムボン・クローンヘー全体
- テーサバーンムアン・コーホン・・・タムボン・コーホン全体
- テーサバーンムアン・クワンラン・・・タムボン・クワンラン全体
- テーサバーンタムボン・パトン・・・タムボン・パトンの一部
- テーサバーンタムボン・ナムノーイ・・・タムボン・ナムノーイ全体

その他のタムボンは9つのタムボン行政体によって運営されている。以下は、ハートヤイ郡のタムボンの一覧である。なお、以下の内欠番のタムボンはハートヤイ郡から分離し、バーンクラム郡、クローンホーイコーン郡となったタムボンである。
1. タムボン・ハートヤイ (ตำบลหาดใหญ่)
2. タムボン・クワンラン (ตำบลควนลัง)
3. タムボン・クータオ (ตำบลคูเต่า)
4. タムボン・コーホン (ตำบลคอหงส์)
5. タムボン・クローンヘー (ตำบลคลองแห)

1. タムボン・クローンウータパオ (ตำบลคลองอู่ตะเภา)
2. タムボン・チャルン (ตำบลฉลุง)

1. タムボン・トゥンヤイ (ตำบลทุ่งใหญ่)
2. タムボン・トゥンタムサオ (ตำบลทุ่งตำเสา)
3. タムボン・ターカーム (ตำบลท่าข้าม)
4. タムボン・ナムノーイ (ตำบลน้ำน้อย)

1. タムボン・バーンプル (ตำบลบ้านพรุ)

1. タムボン・パトン (ตำบลพะตง)

## 姉妹都市
- シンガポール